# Gusztáv Hennyey
Gusztáv Hennyey, madžarski general, * 1888, † 1977.